# Championnat du monde de vitesse moto 1958
Navigation
Édition précédente Édition suivante
Le Championnat du monde de vitesse moto 1958 est la dixième saison de vitesse moto organisée par la FIM.

Ce championnat comporte sept courses de Grand Prix, toutes courues en Europe, pour quatre catégories : 500 cm3, 350 cm3, 250 cm3 et 125 cm3.

## Attribution des points
Les points du championnat sont attribués aux six premiers de chaque course :
- Premier : 8 points
- Second : 6 points
- Troisième : 4 points
- Quatrième : 3 points
- Cinquième : 2 points
- Sixième : 1 point

## Grands Prix
| N° | Course                            | Lieu        | Vainqueur 125 cm³ | Vainqueur 250 cm³ | Vainqueur 350 cm³ | Vainqueur 500 cm³ | Résultat |
| -- | --------------------------------- | ----------- | ----------------- | ----------------- | ----------------- | ----------------- | -------- |
| 1  | Tourist Trophy                    | Île de Man  | Carlo Ubbiali     | Tarquinio Provini | John Surtees      | John Surtees      | Résultat |
| 2  | Grand Prix des Pays-Bas           | Assen       | Carlo Ubbiali     | Tarquinio Provini | John Surtees      | John Surtees      | Résultat |
| 3  | Grand Prix de Belgique            | Spa         | Alberto Gandossi  |                   | John Surtees      | John Surtees      | Résultat |
| 4  | Grand Prix d'Allemagne de l'Ouest | Nürburgring | Carlo Ubbiali     | Tarquinio Provini | John Surtees      | John Surtees      | Résultat |
| 5  | Grand Prix de Suède               | Hedemora    | Alberto Gandossi  | Horst Fügner      | Geoff Duke        | Geoff Duke        | Résultat |
| 6  | Grand Prix d'Ulster               | Dundrod     | Carlo Ubbiali     | Tarquinio Provini | John Surtees      | John Surtees      | Résultat |
| 7  | Grand Prix des Nations            | Monza       | Bruno Spaggiari   | Emilio Mendogni   | John Surtees      | John Surtees      | Résultat |

## Résultats de la saison

### Championnat 1958 catégorie 500 cm³
| Clas. | Pilote           | Pays                                    | Constructeur | Points | Victoires |
| ----- | ---------------- | --------------------------------------- | ------------ | ------ | --------- |
| 1     | John Surtees     | Royaume-Uni                             | MV Agusta    | 32     | 6         |
| 2     | John Hartle      | Royaume-Uni                             | MV Agusta    | 20     | 0         |
| 3     | Geoff Duke       | Royaume-Uni                             | Norton       | 13     | 1         |
| 4     | Dickie Dale      | Royaume-Uni                             | BMW          | 13     | 0         |
| 5     | Derek Minter     | Royaume-Uni                             | Norton       | 10     | 0         |
| 6     | Gary Hocking     | Fédération de Rhodésie et du Nyassaland | Norton       | 8      | 0         |
| =     | Ernst Hiller     | Allemagne                               | BMW          | 8      | 0         |
| 8     | Bob Anderson     | Royaume-Uni                             | Norton       | 7      | 0         |
| 9     | Remo Venturi     | Italie                                  | MV Agusta    | 6      | 0         |
| =     | Bob McIntyre     | Royaume-Uni                             | Norton       | 6      | 0         |
| =     | Keith Campbell   | Australie                               | Norton       | 6      | 0         |
| 12    | Bob Brown        | Australie                               | Norton       | 6      | 0         |
| 13    | Umberto Masetti  | Italie                                  | MV Agusta    | 4      | 0         |
| =     | Terry Shepherd   | Royaume-Uni                             | Norton       | 4      | 0         |
| 15    | Dave Chadwick    | Royaume-Uni                             | Norton       | 3      | 0         |
| 16    | Carlos Bandirola | Italie                                  | MV Agusta    | 2      | 0         |
| 17    | John Anderson    | Royaume-Uni                             | Norton       | 1      | 0         |

### Championnat 1958 catégorie 350 cm³
| Clas. | Pilote          | Pays        | Constructeur | Points | Victoires |
| ----- | --------------- | ----------- | ------------ | ------ | --------- |
| 1     | John Surtees    | Royaume-Uni | MV Agusta    | 32     | 6         |
| 2     | John Hartle     | Royaume-Uni | MV Agusta    | 24     | 0         |
| 3     | Geoff Duke      | Royaume-Uni | Norton       | 17     | 1         |
| 4     | Dave Chadwick   | Royaume-Uni | Norton       | 13     | 0         |
| 5     | Bob Anderson    | Royaume-Uni | Norton       | 11     | 0         |
| 6     | Mike Hailwood   | Royaume-Uni | Norton       | 9      | 0         |
| 7     | Keith Campbell  | Australie   | Norton       | 8      | 0         |
| 8     | Derek Minter    | Royaume-Uni | Norton       | 7      | 0         |
| =     | Terry Shepherd  | Royaume-Uni | Norton       | 7      | 0         |
| 10    | Geoffrey Tanner | Royaume-Uni | Norton       | 4      | 0         |
| 11    | Alan Trow       | Royaume-Uni | Norton       | 3      | 0         |
| 12    | Bob McIntyre    | Royaume-Uni | Norton       | 2      | 0         |
| =     | Geoff Monty     | Royaume-Uni | Norton       | 2      | 0         |
| =     | George Catlin   | Royaume-Uni | Norton       | 2      | 0         |
| 15    | Bob Brown       | Australie   | AJS          | 1      | 0         |
| =     | Alistair King   | Royaume-Uni | Norton       | 1      | 0         |
| =     | Dickie Dale     | Royaume-Uni | Norton       | 1      | 0         |
| =     | Luigi Taveri    | Suisse      | Norton       | 1      | 0         |
| =     | Mike O'Rourke   | Royaume-Uni | Norton       | 1      | 0         |

### Championnat 1958 catégorie 250 cm³
| Clas. | Pilote            | Pays        | Constructeur | Points | Victoires |
| ----- | ----------------- | ----------- | ------------ | ------ | --------- |
| 1     | Tarquinio Provini | Italie      | MV Agusta    | 32     | 4         |
| 2     | Horst Fügner      | Allemagne   | MZ           | 16     | 1         |
| 3     | Carlo Ubbiali     | Italie      | MV Agusta    | 16     | 0         |
| 4     | Mike Hailwood     | Royaume-Uni | NSU          | 13     | 0         |
| 5     | Dieter Falk       | Allemagne   | Adler        | 11     | 0         |
| 6     | Emilio Mendogni   | Italie      | Morini       | 8      | 1         |
| 7     | Tommy Robb        | Royaume-Uni | NSU          | 7      | 0         |
| =     | Giampiero Zubani  | Italie      | Morini       | 6      | 0         |
| 9     | Günter Beer       | Allemagne   | Adler        | 6      | 0         |
| 10    | Dave Chadwick     | Royaume-Uni | MV Agusta    | 4      | 0         |
| =     | Geoff Monty       | Royaume-Uni | GMS-NSU      | 4      | 0         |
| 12    | Horst Kassner     | Allemagne   | NSU          | 4      | 0         |
| 13    | Josef Autengruber | Autriche    | NSU          | 4      | 0         |
| 14    | Ernst Degner      | Allemagne   | MZ           | 3      | 0         |
| =     | Bob Brown         | Australie   | NSU          | 3      | 0         |
| 16    | Arthur Wheeler    | Royaume-Uni | Mondial      | 2      | 0         |
| =     | Xaver Heiß        | Allemagne   | NSU          | 2      | 0         |
| 18    | Dickie Dale       | Royaume-Uni | NSU          | 1      | 0         |
| =     | Sammy Miller      | Royaume-Uni | ČZ           | 1      | 0         |
| =     | Walter Reichert   | Allemagne   | NSU          | 1      | 0         |
| =     | Wilhelm Lecke     | Allemagne   | DKW          | 1      | 0         |

### Championnat 1958 catégorie 125 cm³
| Clas. | Pilote            | Pays        | Constructeur | Points | Victoires |
| ----- | ----------------- | ----------- | ------------ | ------ | --------- |
| 1     | Carlo Ubbiali     | Italie      | MV Agusta    | 32     | 4         |
| 2     | Alberto Gandossi  | Italie      | Ducati       | 25     | 2         |
| 3     | Luigi Taveri      | Suisse      | Ducati       | 20     | 0         |
| 4     | Tarquinio Provini | Italie      | MV Agusta    | 17     | 0         |
| 5     | Dave Chadwick     | Royaume-Uni | Ducati       | 14     | 0         |
| 6     | Romolo Ferri      | Italie      | Ducati       | 12     | 0         |
| 7     | Ernst Degner      | Allemagne   | MZ           | 9      | 0         |
| 8     | Bruno Spaggiari   | Italie      | Ducati       | 8      | 1         |
| 9     | Horst Fügner      | Allemagne   | MZ           | 7      | 0         |
| 10    | Francesco Villa   | Italie      | Ducati       | 4      | 0         |
| 11    | Sammy Miller      | Royaume-Uni | Ducati       | 3      | 0         |
| 12    | Walter Brehme     | Allemagne   | MZ           | 2      | 0         |
| 13    | Werner Musiol     | Allemagne   | MZ           | 1      | 0         |
| =     | Enzo Vezzalini    | Italie      | MV Agusta    | 1      | 0         |
| =     | Arthur Wheeler    | Royaume-Uni | Mondial      | 1      | 0         |